# 그랜드 부다페스트 호텔
《그랜드 부다페스트 호텔》(영어: The Grand Budapest Hotel)은 2014년 공개된 코미디 드라마 영화이다. 웨스 앤더슨이 감독하고, 앤더슨은 슈테판 츠바이크의 책에서 영감을 얻어 휴고 기네스와 공동으로 각본을 썼다. 앙상블 캐스트가 특징으로, 레이프 파인스가 연기하는 콩시에르주 구스타브가 살인 누명을 쓴 후 자신의 결백을 증명하기 위해 벌어지는 과정을 그리고 있다. 츠바이크에게서 영감을 얻었기 때문에 전작들과는 다르게 어른들의 동화처럼 순수하지만 그 안에서도 폭력적인 부분이 추가되었고, 1930년대 파시즘의 고통, 공산주의 시대에 몰락하는 모습, 그리고 그 당시 유럽의 낭만과 예술 등을 재현하고 있다. 이 영화는 독일계 금융 회사와 영화 기관 단체가 제작비를 지원하고 독일에서 촬영한 미국, 독일 공동 제작 작품이다.
이 영화는 공개 후 영화 평론가들의 찬사를 받았고, 많은 관객들은 그 해 연말 영화 상위 10위 목록에 포함시켰다. 영국 아카데미상(BAFTA)에서 최우수 작품상과 감독상 등 11개 부문의 후보로 지명되었다. 골든 글로브상에서 영화 뮤지컬·코미디 부문 최우수 작품상을 수상을 포함한 4개 부문에 후보 지명되어, 앤더슨은 감독상과 각본상, 파인스는 영화 뮤지컬·코미디부문 최우수 남우주연상에 후보 지명되었다. 또한 미국 아카데미상에서 9개 부문의 후보에 지명되었고, 의상상, 분장상, 미술상과 음악상을 수상하는 쾌거를 이뤘다. 2016년 BBC 여론 조사에서 비평가들은 이 영화를 2000년 이래로 위대한 영화 21번째로 선정하였다.

## 줄거리
과거 주브로카 국가의 한 묘지에서 한 여성이 단순히 "작가"로 알려진 유명 작가의 사당을 찾아 그의 가장 소중한 책인 《그랜드 부다페스트 호텔》을 읽고 있다. 1985년에 쓰인 이 책은 젊은 작가가 1968년 한때는 웅장했으나 당시에는 쇠락한 호텔에서 보낸 휴가를 이야기한다. 그곳에서 작가는 호텔의 소유주인 제로 무스타파를 만나고, 제로는 저녁 식사 자리에서 자신이 밑바닥에서 부자가 되기까지의 이야기를 들려준다.
1932년, 제로는 파시스트 정권이 일으킨 전쟁을 피해 도망친 불법 난민이었다. 전쟁으로 가족 모두를 잃은 그는 호텔 지배인인 무슈 구스타브 H.의 감독 아래 로비 보이로 채용된다. 구스타브는 늙고 부유한 고객들과 관계를 맺었는데, 그중에는 거의 20년 동안 관계를 이어온 미망인 셀린 빌뇌브 데고프운트탁시스(일명 마담 D.) 부인도 있었다. 마담 D.가 마지막 호텔 방문 한 달 후 의문의 죽음을 맞이하자 구스타브와 제로는 그녀의 저택을 방문하고, 그곳에서 유족들이 유언장 낭독을 위해 모여든다. 그녀의 변호사인 빌모시 코박스 부장검사는 최근 추가된 유언 보충서에 따라 유명한 르네상스 그림 《사과를 든 소년》이 구스타브에게 유증된다고 발표한다. 마담 D.의 아들이자 정권의 요원인 드미트리는 이를 거부한다. 구스타브와 제로는 그림을 들고 도망쳐 그랜드 부다페스트의 금고에 숨긴다.
마담 D.의 집사인 서지 X의 증언으로 구스타브는 알프레드 J. 헨켈스 경위에 의해 마담 D. 살해 혐의로 체포되고, 서지는 잠적한다. 구스타브는 수감 생활 중 한 폭력배 집단과 친구가 되어 유명한 제과점인 멘들의 과자를 그들에게 제공한다. 감옥을 철저히 조사한 끝에 구스타브의 감방 동료인 루드비히는 폭력배들에게 폭풍우 배수구를 통해 탈출할 수 있다고 말한다. 탈옥에 동참하기로 한 구스타브는 제로에게 멘들의 견습생이자 제로의 약혼녀인 아가사가 만든 과자 안에 망치와 정, 톱날을 넣도록 한다. 밀수품을 점검하는 교도관은 멘들의 과자가 예술 작품이라 생각해 과자를 부수지 못한다. 탈옥하는 동안 수감자들은 밤에 몰래 도박을 하는 교도관들과 마주치게 되고, 수감자 군터는 교도관들을 처치하기 위해 자신을 희생한다. 나머지 일행은 탈출에 성공해 흩어진다. 한편 드미트리는 자신의 암살자인 J. G. 조플링을 보내 충성심을 의심받은 코박스를 살해하고, 서지의 행방을 숨겼다는 이유로 서지의 여동생도 살해하게 한다.
제로와 구스타브가 재회하자 두 사람은 크로스드 키 협회라는 호텔 지배인 조직의 도움을 받아 구스타브의 결백을 증명하기로 한다. 협회는 서지의 소재를 파악하고 그와 구스타브, 제로의 만남을 주선한다. 서지는 실제 살인자인 드미트리가 자신을 압박해 구스타브를 연루시켰다고 밝히며, 마담 D.에게는 실종된 두 번째 유언장이 있었는데 살해당한 경우에만 효력이 발생한다고 말한다. 조플링이 도착해 서지를 살해하여 구스타브와 제로는 증인을 잃게 되고, 조플링은 도주를 시도한다. 눈 속에서 추격전이 벌어진 끝에 구스타브는 절벽에 매달려 조플링의 처분을 기다리게 된다. 마지막 순간에 제로가 조플링을 절벽에서 밀어 구스타브를 구하고, 두 사람은 헨켈스가 이끄는 주브로카 군대를 피해 도주를 계속한다.
구스타브, 제로, 아가사가 그랜드 부다페스트로 돌아왔을 때 호텔은 드미트리에 의해 파시스트 본부로 개조되어 있었다. 아가사가 그림을 되찾으러 몰래 잠입했다가 드미트리에게 발각된다. 구스타브와 제로가 아가사를 구하러 달려들지만, 드미트리가 총을 쏘면서 주브로카 군대와 난투가 벌어지고 헨켈스가 이를 중단시킨다. 일행은 그림 뒷면에서 마담 D.의 두 번째 유언장을 발견하는데, 그녀가 그랜드 부다페스트의 소유주였으며 호텔을 구스타브에게 유증한다는 내용이 적혀 있다. 구스타브는 법정에서 무죄를 선고받고, 드미트리는 주요 용의자가 되어 국외로 도주한다. 시간이 흐르면서 구스타브는 주브로카에서 가장 부유한 사람 중 한 명이 되었고, 제로와 아가사는 결혼한다. 그러나 나중에 세 사람이 기차로 여행하던 중 군인들이 와서 제로의 난민 서류를 찢어버리고, 구스타브가 이를 막으려다 살해당한다. 구스타브는 유언을 통해 호텔과 재산을 제로에게 남긴다. 제로는 아가사를 기리며 호텔이 쇠락할 때까지 경영을 이어가는데, 아가사는 갓난아기였던 아들과 함께 프러시아 독감으로 사망했다.

## 출연진
- 레이프 파인스 - M. 구스타브 역[20][21]
- 토니 레볼로리 - 제로 역[21]
- 시얼샤 로넌 - 아가사 역[21][22]
- 에이드리언 브로디 - 드미트리 역[21][23][24]
- 윌럼 더포 - 조플링 역[21][23]
- 에드워드 노턴 - 헨켈스 역[21][23]
- 제프 골드블룸 - 코박스 역[21][23]
- 마티외 아말리크 - 서지X 역[21]
- 하비 카이텔 - 루드비히 역[21][23]
- F. 머리 에이브러햄 - Mr. 제로 무스타파 역[21][23]
- 주드 로 - 젊은 작가 역[21][23]
- 톰 윌킨슨 - 작가 역[21][25]
- 제이슨 슈워츠먼 - M. 장 역[21][23]
- 틸다 스윈턴 - 마담 셀린 빌뇌브 데고프운트탁시스(마담 D.) 역[21][23][24]
- 오언 윌슨 - M. 척 역[21][23]
- 빌 머리 - M. 아이반 역[21][23]
- 레아 세두 - 클로틸드 역[21][26]
- 피셔 스티븐스 - M. 로빈 역
- 월리스 월로다스키 - M. 조지 역
- 와리스 알루왈리아 - M. 디노 역
- 지셀다 볼로디 - 서지의 여동생 역
- 플로리안 루카스 - 핑키 역
- 카를 마르코비츠 - 울프 역
- 볼커 잭 미하워프스키 - 군터 역
- 닐 허프 - 중위 역
- 리사 크루저 - 그랑 담 역
- 래리 파인 - Mr. 모셔 역
- 밥 밸러밴 - M. 마틴 역[25]
- 다니엘 슈타이너 - 아나톨 역
- 라이너 라이너 - 헤르 멘디 역
- 루커스 헤지스 - 교환원 역

## 제작

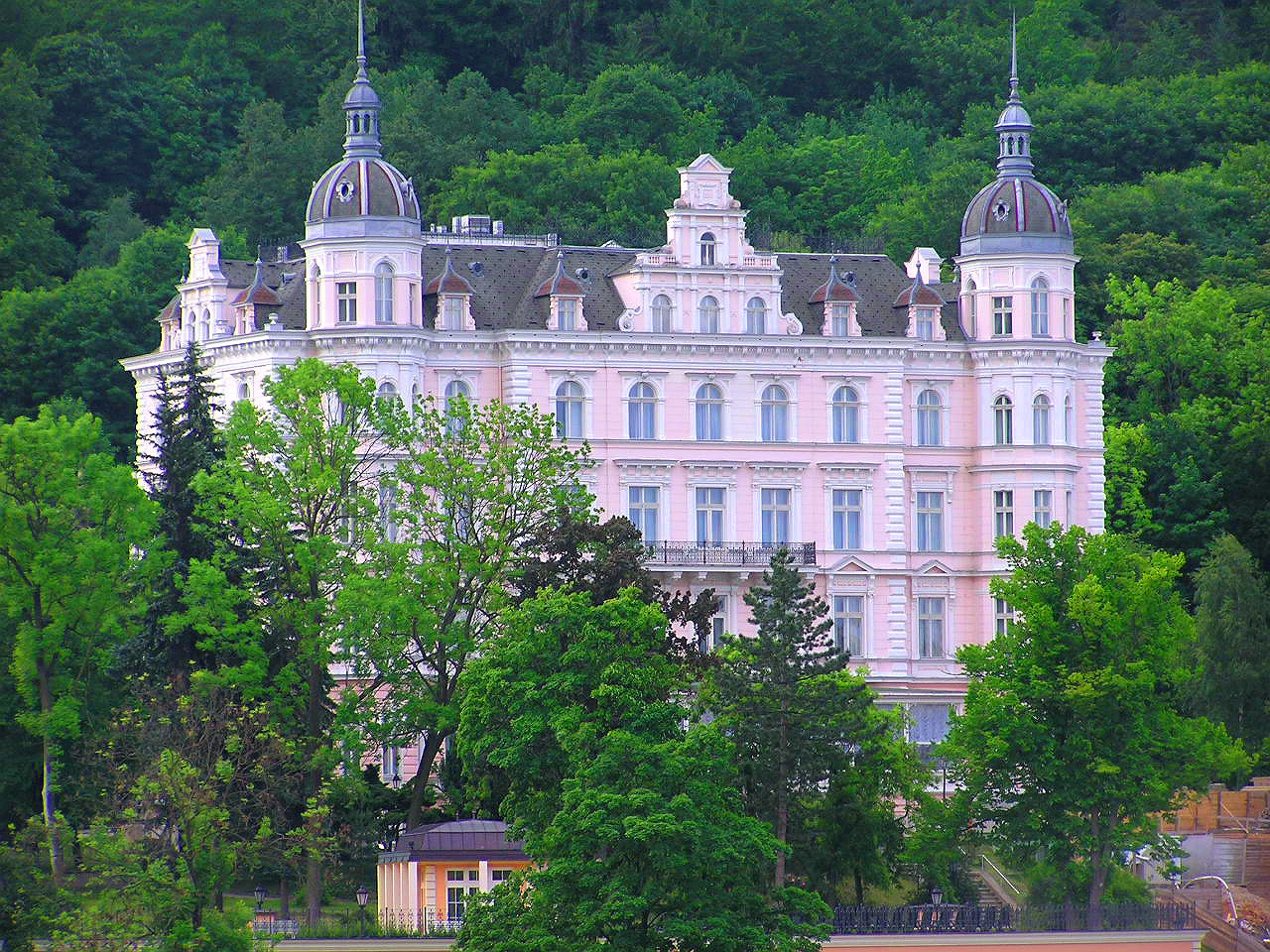
체코, 카를로비바리(칼즈배드)에 위치한 브리스톨 팰리스 호텔

이 영화는 웨스 앤더슨의 아메리칸 엠피리컬 픽처스(미국), 인디언 페인트브러쉬 스튜디오(미국), 바벨스베르크스콧 루딘 프로덕션(독일)과 TSG 엔터테인먼트(영국)의 미국, 독일, 영국의 제작사들이 공동으로 협업하였다. 이 영화는 독일 연방 영화 기금 (DFFF), 미텔도이치 미디언진흥기관, 바덴뷔르템베르크주의 영화 회사인 미디언보드 베를린-브란덴부르크의 제작비 지원을 받았다.
앤더슨과 기네스는 오스트리아 작가 슈테판 츠바이크의 특히 중편 소설 《Twenty-Four Hours in the Life of a Woman》(1939)와 《The Post Office Girl》(1982), 그리고 그의 자서전 《The World of Yesterday》(1934–42) 등에 영감을 받았다. 앤더슨은 편집 감독의 바니 필링에게 에른스트 루비치의 《모퉁이 가게》와 자크 타티의 영화를 참고할 것을 제안했다.

### 촬영
이 영화는 괴를리츠와 다른 장면들은 작센주의 스튜디오 바벨스베르크의 주로 독일의 지역에 촬영되었다. 본 촬영은 2013년 1월부터 베를린과 괴를리츠 지역에서 촬영이 시작되었다.
가장 중요한 위치 중 하나는 제2차 세계 대전에서 견뎌낸 독일 백화점 중 하나인 거대한 아트리움이있는 거대한 유겐트 양식의 백화점이었던 괴를리츠 백화점이다. 이 곳은 호텔의 아트리움 로비 역할을 했다. 미망인의 저택은 월든버그 성에서 부분적으로 촬영되었다. 촬영은 2013년 3월에 종료되었다. 앤더슨은 각 타임 라인마다 하나씩, 1.37, 1.85 및 2.35 : 1의 화면 비율로 필름을 촬영했다. 호텔의 다양한 장면에서 앤더슨은 수작업으로 만든 미니어처 모델을 사용했는데, 그 장면은 인공적이거나 컴퓨터에 의해 생성 된 효과 또는 다른 것으로 관객이 알아 챌 수 있다고 느꼈기 때문에 다음과 같이 언급했다. "제가 좋아하는 인위적인 브랜드는 오래 된 것이다." 그는 이전에 연출한 영화 《스티브 지소와의 해저 생활》에서도 미니어처를 사용했고, 《판타스틱 Mr. 폭스》는 더욱 광범위하게 미니어처를 사용했다.
호텔 디자인에서 앤더슨과 미술 감독 애덤 스톡하우젠은 의회 도서관과 유럽 휴양지뿐만 아니라 파스텔 핑크 팰리스 브리스톨 호텔과 같은 기존 로케일에서 빈티지 이미지를보고 광범위한 연구를 수행했고, 체코 카를로비바리에의 온천 마을 그랜드호텔 펍과 부다페스트의 그랜드호텔 겔런트는 영화 광고로 드러나 있다.
영화에 등장하는 생과자는 괴를리츠에 있는 지역 빵집에서 생산되었다. 시각 효과는 독일 VFX 컴퍼니 LUXX 스튜디오에서 작업했다.

## 개봉
《그랜드 부다페스트 호텔》은 2014년 2월 베를린 국제 영화제에서 개막작으로 선정되어 세계 최초로 상영 되었고, 2014년 3월 7일 극장 개봉되었다. 영화는 DVD와 Blu-ray로 2014년 6월 17일 미국에서 2014년 7월 7일 영국에서에서 발매되었다.

### 평가
영화 집계 웹사이트 로튼 토마토에서는 275개 리뷰를 기준으로 91%의 지지도를 얻었으며, 평균 평점은 8.4 / 10를 기록했다. 메타크리틱은 48명의 비평가를 기준으로 100점 만점에 88점의 가중 평균 점수를 보였으며, "보편적인 찬사"를 나타 냈다. 많은 관객들은 2014년 최고의 영화 중 하나라고 평가했다.

### 박스 오피스
영화는 전 세계적으로 1억 7480만 달러의 수익을 올렸다. 이 영화는 앤더슨이 영국에서 가장 성공적인 실사 영화였으며, 3주 만에 영국 박스 오피스 1위를 차지했고, 631만 파운드의 수익을 거뒀다. 이 영화는 영국에서 1위를 기록한 앤더슨의 첫 번째 영화이기도 하다.
북미에서는 첫 주말에 네 개의 극장에서 개봉되어 17위를 기록하였고, 811,166 달러를 벌여들였다. 두 번째 주말에 영화는 8위를 차지하여 추가로 3,638,041 달러를 벌어 들였다. 세 번째 주말에 영화는 7위로 상승하여 6,787,955 달러를 벌여들였다. 네 번째 주말에 영화는 6위를 차지하여 8,539,795 달러를 벌어들였다.

### 수상 및 후보
이 영화는 국제적인 공동 제작으로, 《그랜드 부다페스트 호텔》은 베를린 국제 영화제 개막작으로 초연 되어 은곰상 심사위원대상을 수상하였다. 영화는 그 해 연말 Top 10 목록에 포함되었고, 많은 영화 평론가들의 찬사를 받았다. 이 영화는 제87회 미국 아카데미상에서 최우수 작품상, 감독상을 포함한 9개 부문에 후보 지명되었고, 이는 《버드맨》과 타이 기록이다. 또한 최우수 의상상, 최우수 분장상, 최우수 미술상과 최우수 음악상을 수상하였다. 제68회 영국 아카데미상(BAFTA)에서는 파인스의 최우수 남우주연상을 포함한 11개 부문에 후보 지명되었다. 오스카상과 마찬가지로 각본상을 제외한 같은 분류의 상을 휩쓸었다. 제72회 골든 글로브상에서 영화 뮤지컬·코미디 부문 최우수 작품상 수상을 포함한 3개 부문에 후보 지명되었고, 제21회 미국 배우 조합상에서 영화부문 최우수 앙상블 연기상에 후보 지명되었다 알렉상드르 데스플라는 그래미상에서 효과 미디어부문 최우수 음악 사운드트랙상을 수상하였다.

## 관련 전시
2019년 7월 5일부터 7월 28일까지 이 작품을 주제로 하여 08AM(박세진), 구나현, 김용오, 버라이어티숨(박수미), 주재범, 정수 등의 작가가 그림을 출품한 전시회 ⟪웨스 앤더슨: 노스탤지아⟫가 롯데갤러리에서 개최되었다.

## 관련 도서
- 웨스 앤더슨 , 매트 졸러 세이츠 저,  조동섭 역, ⟪그랜드 부다페스트 호텔⟫,  윌북, 2016년 2월 15일, ISBN  9791155810767
- 이혜정, 한기일 저, ⟪그랜드 부다페스트 호텔로 간 클림트⟫, 이요재, 2016년 11월 14일, ISBN  9791195928200

## 주해
1. ↑  주브로카는 중부 유럽과 동유럽 사이 어딘가에 위치한 알프스 국가로 묘사된다. 영화에 등장하는 신문들에 따르면, 주브로카는 적어도 1932년 후반까지는 입헌군주국(주브로카 제국)이었으나, 전쟁 기간 중 이웃한 파시스트 국가에 의해 병합되었다. 1936년에 해방된 주브로카는 1950년까지 사회주의 공화국이 되었다.[17][18] 오프닝 타이틀은 2014년 이 지역을 "과거 제국의 수도였던 옛 주브로카 공화국"이라고 소개한다.